# Gorgiasz (dialógus)
Platon művének, a Gorgiasz dialógusnak a témája a legfőbb jó meghatározása.
Szókratész három személlyel cserél eszmét, egymás után.
Először Gorgiasszal a szónoklásról, hogy mivel foglalkozik a szónok (rábeszélés), és az művészet-e vagy csak gyakorlat, mint a szakácsé.
Utána Pólosszal, aki először azon a véleményen van, hogy zsarnoknak és hatalmasnak lenni a legjobb, mert az azt tehet amit akar. Szerinte nagyobb baj az, ha valaki jogos büntetést kap, attól, mintha büntetlen marad. Szerinte rosszabb igazságtalanságot elszenvedni, mint elkövetni. Szókratész rávezeti, hogy mit nevezünk rossznak: a fájdalmasat és az igazságtalanságot. És attól, hogy valami kisebb fájdalommal jár, nem igazságosabb. 
Ezután Kalliklész következik. Szerinte a természet rendje szerint való, hogy a rátermett és erősebb uralkodjon a gyöngéken és ennek joggal jár több a javakból. Szókratész pontosítása után kiderül, hogy K. erősek és hatalmasak alatt a zsarnokokat, politikai vezetésre termetteket érti. Kalliklész azt tanácsolja Szókratésznek, hogy ne filozofáljon, helyette vállaljon politikai szerepet, mert az ér valamit. Szókratész kimutatja, hogy a politikusok egyike se tette jobbá az embereket, és nagyon ritka köztük, aki tisztességes tud maradni.
Szereplők: Szókratész és Leontinoi Gorgiasz. Gorgiasz egy szónok, aki szerint a legfőbb jó a beszéd képessége. Szókratész szerint a szónoklás nem más mint a rábeszélés művészete. A rábeszélés két formáját különbözteti meg:
1. Hitet kelt tudás nélkül (ezt teszi a szónok)
2. Tudást kelt.

Szókratész: arról, hogy mi jogos és mi jogtalan csak az beszélhet aki valójában tudja, hogy mi is az (az igazságról is ugyanez mondható el). Fontos, hogy a szónok mindig igazságos legyen. A szónoklás akár a szakácsmesterség nem művészet, hanem gyakorlat, mégpedig a hízelgés része.
Ahogyan az ember is kettős természetű: testi és szellemi, úgy művészet is kétféle van: a lélekkel foglalkozó és a testre vonatkozó. A lélekre vonatkozó művészet további két részre tagolódik: törvényhozás és igazsághozás művészetére. A testre vonatkozó művészet is két további részre tagolódik: torna és orvoslás művészetére.
Ha valaki akar valamit, akkor nem azt akarja amiért cselekszik, hanem a célt akarja amiatt cselekszik. A jó miatt teszünk mindent. Hatalommal rendelkezni nem azt jelenti, hogy azt teszünk amit akarunk.
K.(vagy G?): a törvény szerzői gyenge emberek, el akarják ijeszteni az erősebb embereket, hogy ne törjenek többre, mint mások. A gyengék beérik egyenlő mértékkel.
Szókratész: A tömeg törvénye a hatalmasok törvénye. Nem az számít, amit a tömeg tart igaznak, hanem ami valóban az. Arra kell törekedni, hogy erényesen éljünk. A mértékes lélek a jó: az emberekkel szemben igazságos az istenekkel szemben jámbor. Fontos, hogy mindig az igazságot tartsuk szem előtt.